# Coppa del Mondo di sci alpino 1997
La Coppa del Mondo di sci alpino 1997 fu la trentunesima edizione della manifestazione organizzata dalla Federazione Internazionale Sci; ebbe inizio il 26 ottobre 1996 a Sölden, in Austria, e si concluse il 16 marzo 1997 a Vail, negli Stati Uniti. Nel corso della stagione si tennero a Sestriere i Campionati mondiali di sci alpino 1997, non validi ai fini della Coppa del Mondo, il cui calendario contemplò dunque un'interruzione nel mese di febbraio.
In campo maschile furono disputate 37 gare (11 discese libere, 6 supergiganti, 8 slalom giganti, 10 slalom speciali, 2 combinate), in 19 diverse località. Il francese Luc Alphand si aggiudicò sia la Coppa del Mondo generale, sia quelle di discesa libera e di supergigante; lo svizzero Michael von Grünigen vinse la Coppa di slalom gigante e l'austriaco Thomas Sykora quella di slalom speciale. Il norvegese Lasse Kjus era il detentore uscente della Coppa generale.
In campo femminile furono disputate 32 gare (8 discese libere, 7 supergiganti, 7 slalom giganti, 9 slalom speciali, 1 combinata), in 14 diverse località. La svedese Pernilla Wiberg si aggiudicò sia la Coppa del Mondo generale, sia quella di slalom speciale; l'austriaca Renate Götschl vinse la Coppa di discesa libera, la tedesca Hilde Gerg quella di supergigante e l'italiana Deborah Compagnoni quella di slalom gigante. La tedesca Katja Seizinger era la detentrice uscente della Coppa generale.

## Uomini

### Risultati
| Data             | Località               | Nazione     | Pista                | Spec. | Primo                | Secondo              | Terzo                   |
| ---------------- | ---------------------- | ----------- | -------------------- | ----- | -------------------- | -------------------- | ----------------------- |
| 27 ottobre 1996  | Sölden                 | Austria     | Rettenbach           | GS    | Steve Locher         | Michael von Grünigen | Kjetil André Aamodt     |
| 24 novembre 1996 | Park City              | Stati Uniti | C.B.'s Run           | SL    | Thomas Sykora        | Thomas Stangassinger | Kjetil André Aamodt     |
| 25 novembre 1996 | Park City              | Stati Uniti | C.B.'s Run           | GS    | Josef Strobl         | Hans Knauß           | Michael von Grünigen    |
| 30 novembre 1996 | Breckenridge           | Stati Uniti |                      | GS    | Fredrik Nyberg       | Urs Kälin            | Hans Knauß              |
| 1º dicembre 1996 | Breckenridge           | Stati Uniti |                      | SL    | Tom Stiansen         | Thomas Sykora        | Thomas Stangassinger    |
| 15 dicembre 1996 | Val-d'Isère            | Francia     | Oreiller-Killy       | DH    | Fritz Strobl         | Werner Franz         | Patrick Ortlieb         |
| 16 dicembre 1996 | Val-d'Isère            | Francia     | Oreiller-Killy       | SG    | Hans Knauß           | Günther Mader        | Steve Locher            |
| 17 dicembre 1996 | Madonna di Campiglio   | Italia      | 3-Tre                | SL    | Thomas Sykora        | Alberto Tomba        | Sébastien Amiez         |
| 20 dicembre 1996 | Val Gardena            | Italia      | Saslong              | DH    | Luc Alphand          | Atle Skårdal         | Kristian Ghedina        |
| 21 dicembre 1996 | Val Gardena            | Italia      | Saslong              | DH    | Kristian Ghedina     | Luc Alphand          | Josef Strobl            |
| 22 dicembre 1996 | Alta Badia             | Italia      | Gran Risa            | GS    | Michael von Grünigen | Steve Locher         | Matteo Nana             |
| 29 dicembre 1996 | Bormio                 | Italia      | Stelvio              | DH    | Luc Alphand          | William Besse        | Kristian Ghedina        |
| 5 gennaio 1997   | Kranjska Gora          | Slovenia    | Podkoren             | GS    | Michael von Grünigen | Siegfried Voglreiter | Kjetil André Aamodt     |
| 6 gennaio 1997   | Kranjska Gora          | Slovenia    | Podkoren             | SL    | Thomas Sykora        | Sébastien Amiez      | Thomas Stangassinger    |
| 11 gennaio 1997  | Chamonix               | Francia     | La Verte des Houches | DH    | Kristian Ghedina     | Atle Skårdal         | Werner Franz            |
| 12 gennaio 1997  | Chamonix               | Francia     | La Verte des Houches | SL    | Thomas Sykora        | Thomas Stangassinger | Martin Hansson          |
| 12 gennaio 1997  | Chamonix               | Francia     | La Verte des Houches | KB    | Günther Mader        | Kjetil André Aamodt  | Bruno Kernen            |
| 14 gennaio 1997  | Adelboden              | Svizzera    | Chuenisbärgli        | GS    | Kjetil André Aamodt  | Michael von Grünigen | Andreas Schifferer      |
| 18 gennaio 1997  | Wengen                 | Svizzera    | Lauberhorn           | DH    | Kristian Ghedina     | Luc Alphand          | Fritz Strobl            |
| 19 gennaio 1997  | Wengen                 | Svizzera    | Männlichen/Jungfrau  | SL    | Thomas Sykora        | Thomas Stangassinger | Sébastien Amiez         |
| 24 gennaio 1997  | Kitzbühel              | Austria     | Streif               | DH    | Luc Alphand          | Werner Franz         | William Besse           |
| 25 gennaio 1997  | Kitzbühel              | Austria     | Streif               | DH    | Fritz Strobl         | Werner Franz         | Luc Alphand             |
| 26 gennaio 1997  | Kitzbühel              | Austria     | Ganslern             | SL    | Mario Reiter         | Alberto Tomba        | Finn Christian Jagge    |
| 26 gennaio 1997  | Kitzbühel              | Austria     | Streif Ganslern      | KB    | Lasse Kjus           | Kjetil André Aamodt  | Werner Franz            |
| 29 gennaio 1997  | Laax                   | Svizzera    | Fatschas             | SG    | Luc Alphand          | Josef Strobl         | Peter Runggaldier       |
| 30 gennaio 1997  | Schladming             | Austria     | Planai               | SL    | Alberto Tomba        | Thomas Stangassinger | Sébastien Amiez         |
| 21 febbraio 1997 | Garmisch-Partenkirchen | Germania    | Kandahar             | SG    | Luc Alphand          | Hermann Maier        | Werner Perathoner       |
| 22 febbraio 1997 | Garmisch-Partenkirchen | Germania    | Kandahar             | DH    | Luc Alphand          | Pietro Vitalini      | Kristian Ghedina        |
| 23 febbraio 1997 | Garmisch-Partenkirchen | Germania    | Kandahar             | SG    | Hermann Maier        | Kristian Ghedina     | Lasse Kjus Atle Skårdal |
| 2 marzo 1997     | Kvitfjell              | Norvegia    | Olympiabakken        | DH    | Lasse Kjus           | Pietro Vitalini      | Ed Podivinsky           |
| 2 marzo 1997     | Kvitfjell              | Norvegia    | Olympiabakken        | SG    | Josef Strobl         | Andreas Schifferer   | Lasse Kjus              |
| 8 marzo 1997     | Shigakōgen             | Giappone    | Mount Higashidate    | GS    | Michael von Grünigen | Andreas Schifferer   | Paul Accola             |
| 9 marzo 1997     | Shigakōgen             | Giappone    | Mount Higashidate    | SL    | Thomas Stangassinger | Finn Christian Jagge | Ole Kristian Furuseth   |
| 12 marzo 1997    | Vail                   | Stati Uniti |                      | DH    | Fritz Strobl         | Kristian Ghedina     | Hannes Trinkl           |
| 13 marzo 1997    | Vail                   | Stati Uniti |                      | SG    | Andreas Schifferer   | Josef Strobl         | Kristian Ghedina        |
| 15 marzo 1997    | Vail                   | Stati Uniti |                      | SL    | Finn Christian Jagge | Thomas Stangassinger | Alberto Tomba           |
| 15 marzo 1997    | Vail                   | Stati Uniti |                      | GS    | Michael von Grünigen | Rainer Salzgeber     | Andreas Schifferer      |

Legenda:

DH = discesa libera

SG = supergigante

GS = slalom gigante

SL = slalom speciale

KB = combinata

### Classifiche

#### Generale

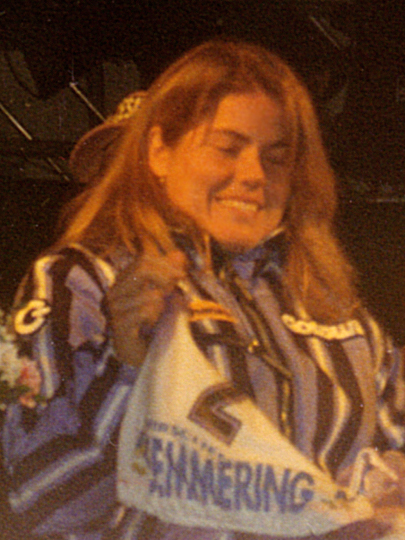
Pernilla Wiberg nel 1996

| Pos. | Nome                 | Nazione  | Punti |
| ---- | -------------------- | -------- | ----- |
| 1    | Luc Alphand          | Francia  | 1130  |
| 2    | Kjetil André Aamodt  | Norvegia | 1096  |
| 3    | Josef Strobl         | Austria  | 1021  |
| 4    | Kristian Ghedina     | Italia   | 990   |
| 5    | Michael von Grünigen | Svizzera | 867   |
| 6    | Andreas Schifferer   | Austria  | 781   |
| 7    | Hans Knauß           | Austria  | 756   |
| 8    | Thomas Sykora        | Austria  | 697   |
| 9    | Thomas Stangassinger | Austria  | 670   |
| 10   | Werner Franz         | Austria  | 660   |

#### Discesa libera
| Pos. | Nome             | Nazione | Punti |
| ---- | ---------------- | ------- | ----- |
| 1    | Luc Alphand      | Francia | 779   |
| 2    | Kristian Ghedina | Italia  | 700   |
| 3    | Fritz Strobl     | Austria | 571   |
| 4    | Werner Franz     | Austria | 517   |
| 5    | Josef Strobl     | Austria | 470   |

#### Supergigante
| Pos. | Nome               | Nazione | Punti |
| ---- | ------------------ | ------- | ----- |
| 1    | Luc Alphand        | Francia | 351   |
| 2    | Josef Strobl       | Austria | 333   |
| 3    | Andreas Schifferer | Austria | 256   |
| 4    | Hermann Maier      | Austria | 230   |
| 5    | Kristian Ghedina   | Italia  | 218   |

#### Slalom gigante
| Pos. | Nome                 | Nazione  | Punti |
| ---- | -------------------- | -------- | ----- |
| 1    | Michael von Grünigen | Svizzera | 660   |
| 2    | Kjetil André Aamodt  | Norvegia | 387   |
| 3    | Hans Knauß           | Austria  | 349   |
| 4    | Steve Locher         | Svizzera | 305   |
| 5    | Fredrik Nyberg       | Svezia   | 301   |

#### Slalom speciale
| Pos. | Nome                 | Nazione  | Punti |
| ---- | -------------------- | -------- | ----- |
| 1    | Thomas Sykora        | Austria  | 695   |
| 2    | Thomas Stangassinger | Austria  | 670   |
| 3    | Finn Christian Jagge | Norvegia | 374   |
| 4    | Sébastien Amiez      | Francia  | 373   |
| 5    | Alberto Tomba        | Italia   | 352   |

#### Combinata
Nel 1997 fu anche stilata la classifica della combinata, sebbene non venisse assegnato alcun trofeo al vincitore.
| Pos. | Nome                | Nazione  | Punti |
| ---- | ------------------- | -------- | ----- |
| 1    | Kjetil André Aamodt | Norvegia | 160   |
| 2    | Lasse Kjus          | Norvegia | 100   |
| 2    | Günther Mader       | Austria  | 100   |
| 4    | Paul Accola         | Svizzera | 90    |
| 5    | Werner Franz        | Austria  | 89    |

## Donne

### Risultati
| Data             | Località           | Nazione     | Pista                  | Spec. | Prima                           | Seconda                          | Terza                          |
| ---------------- | ------------------ | ----------- | ---------------------- | ----- | ------------------------------- | -------------------------------- | ------------------------------ |
| 26 ottobre 1996  | Sölden             | Austria     | Rettenbach             | GS    | Katja Seizinger                 | Deborah Compagnoni               | Hilde Gerg                     |
| 21 novembre 1996 | Park City          | Stati Uniti | C.B.'s Run             | GS    | Sabina Panzanini                | Anita Wachter                    | Katja Seizinger                |
| 23 novembre 1996 | Park City          | Stati Uniti | C.B.'s Run             | SL    | Claudia Riegler                 | Pernilla Wiberg                  | Ingrid Salvenmoser             |
| 30 novembre 1996 | Lake Louise        | Canada      | Men's Olympic Downhill | DH    | Katja Seizinger                 | Carole Montillet                 | Pernilla Wiberg                |
| 1º dicembre 1996 | Lake Louise        | Canada      | Men's Olympic Downhill | SG    | Pernilla Wiberg                 | Hilde Gerg                       | Varvara Zelenskaja             |
| 7 dicembre 1996  | Vail               | Stati Uniti |                        | DH    | Renate Götschl                  | Katja Seizinger                  | Isolde Kostner                 |
| 7 dicembre 1996  | Vail               | Stati Uniti |                        | SG    | Svetlana Gladyševa              | Pernilla Wiberg                  | Carole Montillet               |
| 12 dicembre 1996 | Val-d'Isère        | Francia     | Oreiller-Killy         | SG    | Hilde Gerg                      | Katja Seizinger                  | Isolde Kostner                 |
| 21 dicembre 1996 | Crans-Montana      | Svizzera    | Nationale              | SL    | Claudia Riegler                 | Pernilla Wiberg                  | Patricia Chauvet               |
| 28 dicembre 1996 | Semmering          | Austria     | Hirschenkogel          | SL    | Pernilla Wiberg                 | Deborah Compagnoni               | Anita Wachter                  |
| 29 dicembre 1996 | Semmering          | Austria     | Hirschenkogel          | SL    | Deborah Compagnoni              | Patricia Chauvet                 | Claudia Riegler                |
| 3 gennaio 1997   | Maribor            | Slovenia    | Pohorje                | GS    | Sabina Panzanini                | Deborah Compagnoni Anita Wachter |                                |
| 4 gennaio 1997   | Maribor            | Slovenia    | Radvanje               | SL    | Pernilla Wiberg                 | Urška Hrovat                     | Lara Magoni                    |
| 11 gennaio 1997  | Bad Kleinkirchheim | Austria     |                        | DH    | Heidi Zurbriggen                | Hilde Gerg                       | Stefanie Schuster              |
| 12 gennaio 1997  | Bad Kleinkirchheim | Austria     |                        | SG    | Pernilla Wiberg                 | Isolde Kostner                   | Katja Seizinger                |
| 17 gennaio 1997  | Zwiesel            | Germania    | Arber Weltcup          | GS    | Deborah Compagnoni              | Anita Wachter                    | Pernilla Wiberg                |
| 18 gennaio 1997  | Zwiesel            | Germania    | Arber Weltcup          | GS    | Deborah Compagnoni              | Anita Wachter                    | Katja Seizinger                |
| 19 gennaio 1997  | Zwiesel            | Germania    | Arber Weltcup          | SL    | Pernilla Wiberg                 | Elfi Eder                        | Deborah Compagnoni             |
| 23 gennaio 1997  | Cortina d'Ampezzo  | Italia      | Olimpia delle Tofane   | DH    | Isolde Kostner Heidi Zurbriggen |                                  | Katja Seizinger                |
| 25 gennaio 1997  | Cortina d'Ampezzo  | Italia      | Olimpia delle Tofane   | SG    | Isolde Kostner                  | Pernilla Wiberg                  | Katja Seizinger                |
| 26 gennaio 1997  | Cortina d'Ampezzo  | Italia      | Olimpia delle Tofane   | GS    | Deborah Compagnoni              | Katja Seizinger                  | Sonja Nef                      |
| 1º febbraio 1997 | Laax               | Svizzera    | Fatschas               | DH    | Varvara Zelenskaja              | Renate Götschl Heidi Zurbriggen  |                                |
| 2 febbraio 1997  | Laax               | Svizzera    | Fatschas               | SL    | Claudia Riegler                 | Lara Magoni                      | Martina Accola Pernilla Wiberg |
| 2 febbraio 1997  | Laax               | Svizzera    | Fatschas               | KB    | Pernilla Wiberg                 | Hilde Gerg                       | Anita Wachter                  |
| 28 febbraio 1997 | Hakuba             | Giappone    | Olympic Course II      | DH    | Varvara Zelenskaja              | Hilary Lindh                     | Carole Montillet               |
| 2 marzo 1997     | Hakuba             | Giappone    | Olympic Course II      | DH    | Varvara Zelenskaja              | Pernilla Wiberg                  | Renate Götschl                 |
| 7 marzo 1997     | Mammoth Mountain   | Stati Uniti |                        | SL    | Pernilla Wiberg                 | Sabine Egger                     | Lara Magoni                    |
| 7 marzo 1997     | Mammoth Mountain   | Stati Uniti |                        | SG    | Katja Seizinger                 | Hilde Gerg                       | Pernilla Wiberg                |
| 12 marzo 1997    | Vail               | Stati Uniti |                        | DH    | Pernilla Wiberg                 | Renate Götschl Katja Seizinger   |                                |
| 13 marzo 1997    | Vail               | Stati Uniti |                        | SG    | Katja Seizinger                 | Hilde Gerg                       | Martina Ertl                   |
| 15 marzo 1997    | Vail               | Stati Uniti |                        | GS    | Deborah Compagnoni              | Katja Seizinger                  | Karin Roten                    |
| 16 marzo 1997    | Vail               | Stati Uniti |                        | SL    | Lara Magoni Pernilla Wiberg     |                                  | Katja Seizinger                |

Legenda:

DH = discesa libera

SG = supergigante

GS = slalom gigante

SL = slalom speciale

KB = combinata

### Classifiche

#### Generale
| Pos. | Nome               | Nazione  | Punti |
| ---- | ------------------ | -------- | ----- |
| 1    | Pernilla Wiberg    | Svezia   | 1960  |
| 2    | Katja Seizinger    | Germania | 1424  |
| 3    | Hilde Gerg         | Germania | 1150  |
| 4    | Deborah Compagnoni | Italia   | 967   |
| 5    | Isolde Kostner     | Italia   | 833   |
| 6    | Heidi Zurbriggen   | Svizzera | 785   |
| 7    | Anita Wachter      | Austria  | 741   |
| 8    | Renate Götschl     | Austria  | 647   |
| 9    | Martina Ertl       | Germania | 620   |
| 10   | Varvara Zelenskaja | Russia   | 604   |

#### Discesa libera
| Pos. | Nome               | Nazione  | Punti |
| ---- | ------------------ | -------- | ----- |
| 1    | Renate Götschl     | Austria  | 483   |
| 2    | Heidi Zurbriggen   | Svizzera | 466   |
| 3    | Varvara Zelenskaja | Russia   | 423   |
| 4    | Pernilla Wiberg    | Svezia   | 412   |
| 5    | Katja Seizinger    | Germania | 405   |

#### Supergigante
| Pos. | Nome            | Nazione  | Punti |
| ---- | --------------- | -------- | ----- |
| 1    | Hilde Gerg      | Germania | 490   |
| 2    | Katja Seizinger | Germania | 474   |
| 3    | Pernilla Wiberg | Svezia   | 449   |
| 4    | Isolde Kostner  | Italia   | 355   |
| 5    | Martina Ertl    | Germania | 248   |

#### Slalom gigante
| Pos. | Nome               | Nazione  | Punti |
| ---- | ------------------ | -------- | ----- |
| 1    | Deborah Compagnoni | Italia   | 560   |
| 2    | Katja Seizinger    | Germania | 420   |
| 3    | Anita Wachter      | Austria  | 378   |
| 4    | Karin Roten        | Svizzera | 258   |
| 5    | Sabina Panzanini   | Italia   | 229   |
| 5    | Pernilla Wiberg    | Svezia   | 229   |

#### Slalom speciale
| Pos. | Nome               | Nazione       | Punti |
| ---- | ------------------ | ------------- | ----- |
| 1    | Pernilla Wiberg    | Svezia        | 770   |
| 2    | Claudia Riegler    | Nuova Zelanda | 418   |
| 3    | Deborah Compagnoni | Italia        | 407   |
| 4    | Lara Magoni        | Italia        | 391   |
| 5    | Patricia Chauvet   | Francia       | 347   |

#### Combinata
Nel 1997 fu anche stilata la classifica della combinata, sebbene non venisse assegnato alcun trofeo alla vincitrice.
| Pos. | Nome             | Nazione  | Punti |
| ---- | ---------------- | -------- | ----- |
| 1    | Pernilla Wiberg  | Svezia   | 100   |
| 2    | Hilde Gerg       | Germania | 80    |
| 3    | Anita Wachter    | Austria  | 60    |
| 4    | Sibylle Brauner  | Germania | 50    |
| 5    | Catherine Borghi | Svizzera | 45    |